# Obereopsis linearis
Obereopsis linearis là một loài bọ cánh cứng trong họ Cerambycidae.